# びーさんぼーいず〜Be SUNDAY BOYS〜
『びーさんぼーいず〜Be SUNDAY BOYS〜』（びーさんぼーいず〜ビーサンデーボーイズ〜）は、NACK5で放送されていたラジオ番組。

## 概要
これまでの『SUNDAY BIRDS〜遊びの天才〜』の放送枠を受け継ぎ、「日曜日を遊び倒せ!楽しみつくせ!」をスローガンに、ケイザブローと斉藤リョーツの2人が、「びーさんぼーいず」となって進行する番組。

## 放送時間
- 毎週日曜日 8:00 - 12:00

## パーソナリティ
- ケイザブロー
- 斉藤リョーツ

## タイムテーブル・主なコーナー
※2021年11月現在
8時台
- 8:00 オープニング
- 8:08 NACK5 TRAFFIC
- 8:10 NACK5 WEATHER
- 8:40 箱番組『にっぽん全国ひろし旅』（溝畑宏、杜野まこ）

9時台
- 9:05 NACK5 TRAFFIC
- 9:40 箱番組『さくまひできのサンデー音楽工房』（さくまひでき）

10時台
- 10:03 NACK5 TRAFFIC
- 10:10 箱番組『ADVANCE EARTH』（今井ちひろ）
- 10:45 FM Radio Shopping
- 10:53 NACK5 TRAFFIC
- 10:55 NACK5 NEWS（植万由香アナウンサー担当）

11時台
- 11:05 箱番組『由紀さおり 音楽（うた）の宝石箱』（由紀さおり）
- 11:28 NACK5 WEATHER
- 11:30 NACK5 TRAFFIC
- 11:34 FM Radio Shopping
- 11:55 エンディング

交通情報は警視庁スタジオアナウンサーが担当する。

### 箱番組
- 『にっぽん全国ひろし旅』（溝畑宏、杜野まこ）　8:40頃
- 『さくまひできのサンデー音楽工房』（さくまひでき）　9:40頃
- 『ADVANCE EARTH』（今井ちひろ[2]）　10:10頃
- 『由紀さおり 音楽（うた）の宝石箱』（由紀さおり）　11:05頃

## 関連番組
- SUNDAY BIRDS 〜遊びの天才〜 - ケイザブローにとっての前番組
- PUNCH de ドーヨゥ?〜遊びの王様〜 - 斉藤リョーツにとっての前番組
- SATURDAY KICK OFF!〜歌ってお出かけベスト30〜 - NACK5ではなくライバル局であるTOKYO FMの番組ではあるが、11年間にわたってケイザブロー（当時は本名の鈴木啓三郎）と斉藤リョーツがコンビを組んでいた。

| FM NACK5 日曜日 8:00 - 12:00枠                               | FM NACK5 日曜日 8:00 - 12:00枠                                       | FM NACK5 日曜日 8:00 - 12:00枠                                           |
| 前番組                                                       | 番組名                                                               | 次番組                                                                   |
| ------------------------------------------------------------ | -------------------------------------------------------------------- | ------------------------------------------------------------------------ |
| SUNDAY BIRDS 〜遊びの天才〜 （2012年4月1日 - 2016年9月25日） | びーさんぼーいず〜Be SUNDAY BOYS〜 （2016年10月2日 - 2022年3月27日） | Sunday Audio Show〜アナと日曜のパーマ〜 （2022年4月3日 - 2025年3月30日） |

| スタブアイコン | サブスタブ | この項目は、まだ閲覧者の調べものの参照としては役立たない、ラジオ番組に関連した書きかけの項目です。この項目を加筆・訂正などしてくださる協力者を求めています（P:ラジオ/PJ:放送番組）。 |